# Llengua Gamo
La llengua Gamo-Gofa-Dawro és una llengua afro-asiàtica omòtica parlada a la Zona Dawro Gamo Gofa i les zones Wolayita a Etiòpia. Les varietats són Gamo, Gofa, Dawro; Blench (2006) i Ethnologue 16 les tracta com llengües separades. Els dialectes de Dawro (Kullo-Konta) són Konta i Kucha. l'any 1992, Alemayehu Abebe recollí una llista de paraules amb 322 entrades per a tots tres dialectes relacionats.